# Tricentrus brevis
Tricentrus brevis är en insektsart som beskrevs av William D. Funkhouser. Tricentrus brevis ingår i släktet Tricentrus och familjen hornstritar. Inga underarter finns listade i Catalogue of Life.